# Jacob Josefson

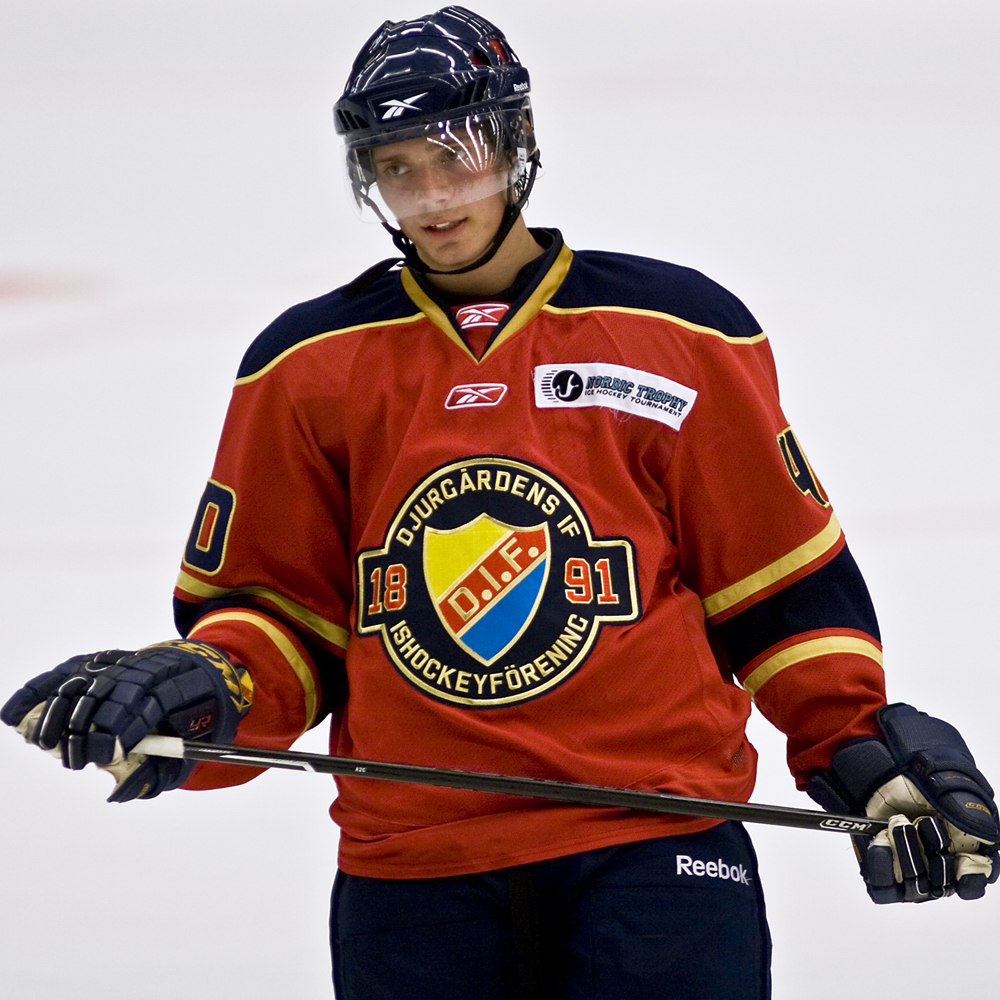
Josefson i Djurgården 2009

Jacob Josefson, född 2 mars 1991 i Stockholm, är en svensk professionell ishockeyspelare.
Han spelade tidigare för Buffalo Sabres och New Jersey Devils i NHL.
Josefson debuterade i J18-allsvenskan för Djurgården som 14-åring. Säsongen 2006–07 tog han U16 SM-guld med Djurgården. 2007 debuterade han i J18-landslaget och spelade final i TV-pucken med Stockholms lag. Hans moderklubb är IK Göta.
Han draftades av New Jersey Devils som 20:e spelare i NHL-draften 2009. Säsongen 2010–11 skrev han på ett entry level-kontrakt med Devils.
Josefson har tidigare spelat fotboll i IF Brommapojkarnas lag för spelare födda 1991. Laget vann Gothia Cup 2002 och S:t Erikscupen 2004.
Under sina säsonger i Devils gjorde han aldrig mer än 14 poäng under en säsong och fick inte förnyat förtroende med klubben när hans kontrakt gick ut efter säsongen 2016/17. Istället skrev han som unrestricted free agent på ett ettårsavtal med Buffalo Sabres 1 juli 2017.
Med endast fyra poäng under sin säsong med Sabres fick han inte förnyat förtroende och skrev den 27 april 2018 på ett tvåårskontrakt med Djurgården Hockey i SHL. Den 6 augusti 2022 meddelade Josefsson att han avslutar proffskarriären.

## Statistik

### Klubbkarriär
| 2007–08           | Djurgården Hockey | J20               | 34  | 14 | 17 | 31 | 22 | 7  | 2 | 3 | 5 | 8 |
| 2007–08           | Djurgården Hockey | Elitserien        | 1   | 0  | 0  | 0  | 0  | —  | — | — | — | — |
| 2008–09           | Djurgården Hockey | J20               | 3   | 0  | 1  | 1  | 6  | 6  | 1 | 3 | 4 | 4 |
| 2008–09           | Djurgården Hockey | Elitserien        | 50  | 5  | 11 | 16 | 14 | —  | — | — | — | — |
| 2009–10           | Djurgården Hockey | Elitserien        | 43  | 8  | 12 | 20 | 20 | 14 | 3 | 2 | 5 | 4 |
| 2010–11           | Albany Devils     | AHL               | 18  | 3  | 9  | 12 | 4  | —  | — | — | — | — |
| 2010–11           | New Jersey Devils | NHL               | 28  | 3  | 7  | 10 | 6  | —  | — | — | — | — |
| 2011–12           | New Jersey Devils | NHL               | 41  | 2  | 7  | 9  | 6  | 6  | 0 | 1 | 1 | 0 |
| 2011–12           | Albany Devils     | AHL               | 4   | 2  | 1  | 3  | 2  | —  | — | — | — | — |
| 2012–13           | Albany Devils     | AHL               | 38  | 10 | 15 | 25 | 29 | —  | — | — | — | — |
| 2012–13           | New Jersey Devils | NHL               | 22  | 1  | 2  | 3  | 2  | —  | — | — | — | — |
| 2013–14           | New Jersey Devils | NHL               | 27  | 1  | 2  | 3  | 4  | —  | — | — | — | — |
| 2014–15           | New Jersey Devils | NHL               | 62  | 6  | 5  | 11 | 24 | —  | — | — | — | — |
| 2015–16           | New Jersey Devils | NHL               | 58  | 4  | 10 | 14 | 20 | —  | — | — | — | — |
| 2016–17           | New Jersey Devils | NHL               | 38  | 1  | 9  | 10 | 16 | —  | — | — | — | — |
| 2017–18           | Buffalo Sabres    | NHL               | 39  | 2  | 2  | 4  | 6  | —  | — | — | — | — |
| Elitserien totalt | Elitserien totalt | Elitserien totalt | 94  | 13 | 23 | 36 | 34 | 14 | 3 | 2 | 5 | 4 |
| NHL totalt        | NHL totalt        | NHL totalt        | 315 | 20 | 44 | 64 | 84 | 6  | 0 | 1 | 1 | 0 |

### Internationellt
| År            | Lag           | Turnering     | Matcher | Mål | Assist | Poäng | Utv |
| ------------- | ------------- | ------------- | ------- | --- | ------ | ----- | --- |
| 2008          | Sverige       | U18-VM        | 3       | 4   | 1      | 5     | 0   |
| 2009          | Sverige       | U18-VM        | 6       | 3   | 4      | 7     | 2   |
| 2009          | Sverige       | JVM           | 6       | 0   | 0      | 0     | 2   |
| 2010          | Sverige       | JVM           | 6       | 3   | 3      | 6     | 4   |
| Junior totalt | Junior totalt | Junior totalt | 62      | 23  | 30     | 53    | 26  |

## Meriter
- U16 SM-guld med Djurgården 2007
- Final i TV-pucken med Stockholm/Vit 2008
- JVM-silver 2009
- JVM-brons 2010
- SM-silver med Djurgårdens IF 2010